# O Julgamento de Páris (Cranach)
O Julgamento de Páris (Das Urteil des Paris, em alemão) é uma pintura a óleo sobre tela pintada cerca de 1528 pelo pintor germânico do Renascimento Lucas Cranach, o Velho que se encontra actualmente no Metropolitan Museum of Art, de Nova Iorque.
Lucas Cranach, que foi um pintor apreciado na corte dos Príncipe-eleitor da Saxónia, em Wittenberg, pintou para os respectivos patronos variadas versões da figura mitológica Vénus, bem como do episódio mitológico do Julgamento de Páris de que se conhecem pelo menos mais seis versões (ver em Commons) para além das que constam neste artigo.
A obra está assinada (à direita em baixo, sobre a rocha) com uma serpente alada que foi o símbolo usado por Cranach como assinatura.

## Mito
Zeus deu um banquete em honra do casamento de Peleu e Tétis, mas não convidou Eris, deusa da discórdia, para não estragar a festa. Irritada com a afronta, Eris irrompeu pelo banquete e lançou sobre a mesa uma maçã de ouro na qual estava escrito "para a mais bela", ou "para a mais merecedora" (kallistēi, καλλίστῃ, em grego).
Três deusas reivindicaram a maçã, Minerva, Vénus e Juno, e pediram a Zeus para julgar qual delas era a mais merecedora. Este, relutante em favorecer qualquer uma, decidiu que Páris, o mortal filho do rei de Troia, julgaria o caso, pois havia recentemente mostrado a sua clarividência num concurso em que Ares na forma de touro tinha derrotado um touro premiado, e Páris, sem hesitação, havia atribuido o prémio ao deus.
Assim aconteceu que, tendo Mercúrio como guia, as três deusas foram ter com Páris no Monte Ida (Creta). Enquanto Páris as aprecia, cada uma usa os seus poderes para conquistá-lo. Juno ofereceu-se para torná-lo rei da Europa e da Ásia, Minerva ofereceu-lhe sabedoria e habilidade na guerra, e Vénus, que teve a ajuda das graças e das horas para melhorar os seus encantos com flores e música, ofereceu-lhe a mulher mais bonita do mundo que era Helena de Esparta, esposa do rei grego Menelau. Para aceder a este presente, Páris escolheu Vénus e concedeu-lhe a maçã de ouro, tendo de seguida embarcado para Esparta para conquistar Helena e trazê-la para Troia, desencadeando assim a Guerra de Troia.

## Descrição

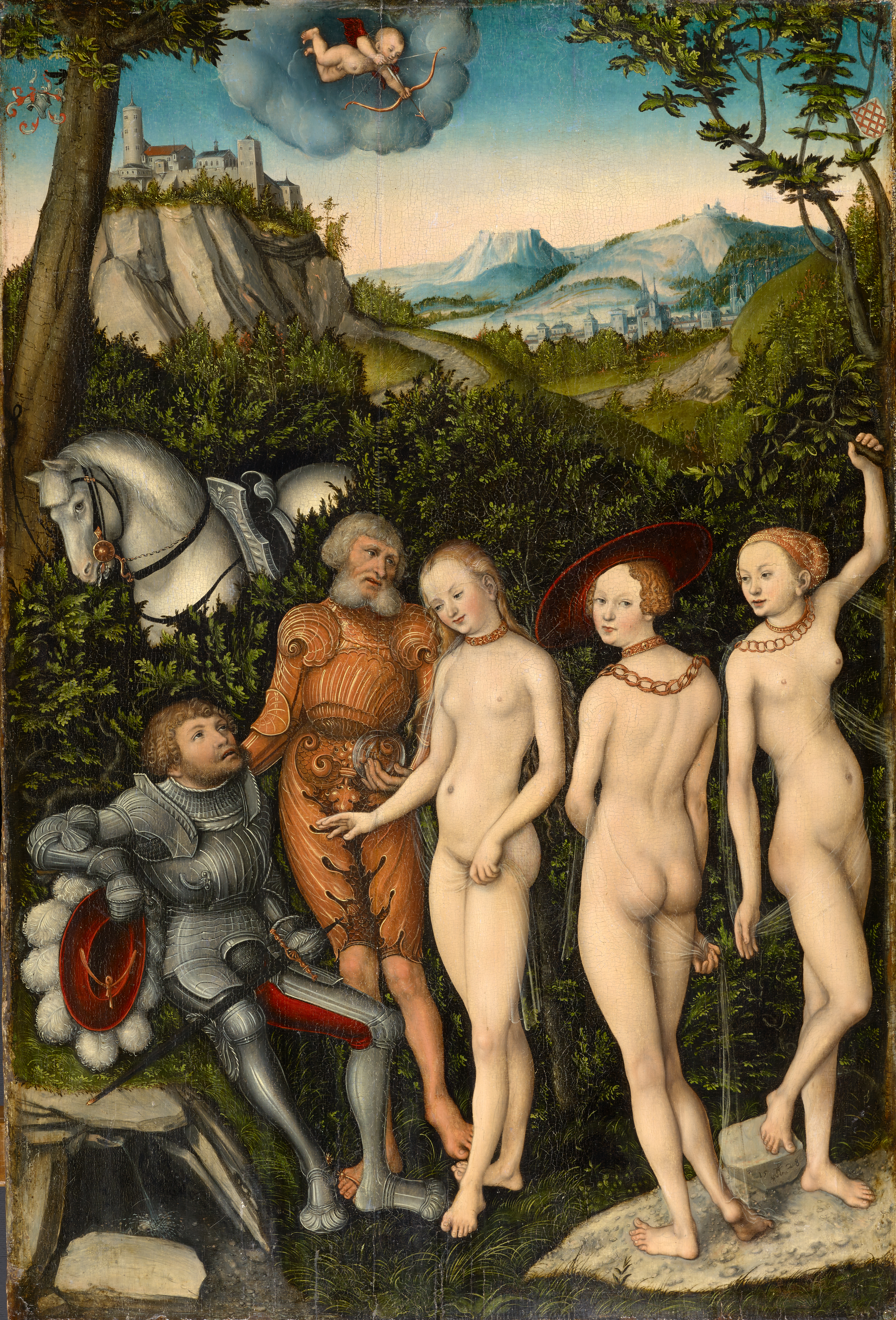
O Julgamento de Páris (1528), Lucas Cranach, Museu das Belas Artes (Basileia)

Páris, em sonho e usando uma armadura contemporânea do pintor, decide qual das três deusas é a mais merecedora: Minerva, Vénus e Juno. Mercúrio, que as acompanha, segura o prémio cobiçado, que no mito é uma maçã dourada e na pintura foi transformada numa esfera de vidro, enquanto Cupido, no céu, visa com a sua flecha Vénus, sinalizando deste modo a decisão de Paris a favor da deusa do amor.
Embora por vezes se considere que os rostos das três deusas seriam retratos de damas da corte saxónica, os seus traços parecem demasiado genéricos para tal possibilidade. As figuras das três deusas quase não se distinguem, talvez para sublinhar a dificuldade da decisão de Páris. Não é claro qual delas seja Juno e qual seja Minerva, mas Vénus deve ser a figura central. É a mais sugestivamente sedutora e também quem aponta para Cupido, que por sua vez se prepara para disparar a flecha para ela.
Um esboço da composição, datado pela maioria dos estudiosos entre 1527 e 1530, serviu provavelmente como ideia preliminar para a pintura do MMA e para outras variantes próximas.

## Contexto
Em meados do século XII, o poeta francês Benoît de Sainte-Maure escreveu o Romance de Troia (Roman de Troie), que se baseou em De excidio Trojæ historia de Dares Frígio, sacerdote do culto a Hefesto e suposta testemunha ocular da destruição de Troia. Outro romance muito divulgado na época foi a Historia Destructionis Troiae (História da Destruição de Troia) de Guido delle Colonne do século XIII. Cranach deve ter conhecido o relato de Dares ou os romances medievais, pois o seu Julgamento de Páris segue dois traços distintivos destes textos: Páris surge como guerreiro, e não como o pastor das fontes antigas, e o encontro de Páris com Mercúrio e as três Deusas ocorre num sonho. O texto de Guido também fornece outros detalhes específicos adoptados por Cranach: a configuração nos bosques do Monte Ida, o cavalo amarrado perto de uma árvore e as deusas se apresentarem nuas a Paris.
A representação do tema por Cranach foi influenciada por gravações anteriores, incluindo uma gravura de cerca de 1460 pelo Mestre das Bandeirolas. Uma gravura da edição de 1502, em Wittenberg, da Bellum Troianum (Guerra de Troia) de Dares Frígio também forneceu um precedente visual para a primeira pintura de Cranach sobre o tema, uma gravura assinada e datada de 1508, em que as deusas estavam despidas. Para a pose das deusas, o artista inspirou-se na Vitória e Fama de Jacopo de' Barbari, uma gravura de 1498-1500 que circulou em Nuremberga. A gravura da obra de Cranach, por sua vez, serviu de modelo a pelo menos uma dúzia de versões pintadas por ele mesmo e pela sua oficina, desde logo à sua pintura de cerca de 1510 que está no Museu de Arte Kimbell, em Fort Worth, e à obra que está no MMA que foi uma versão muito posterior.

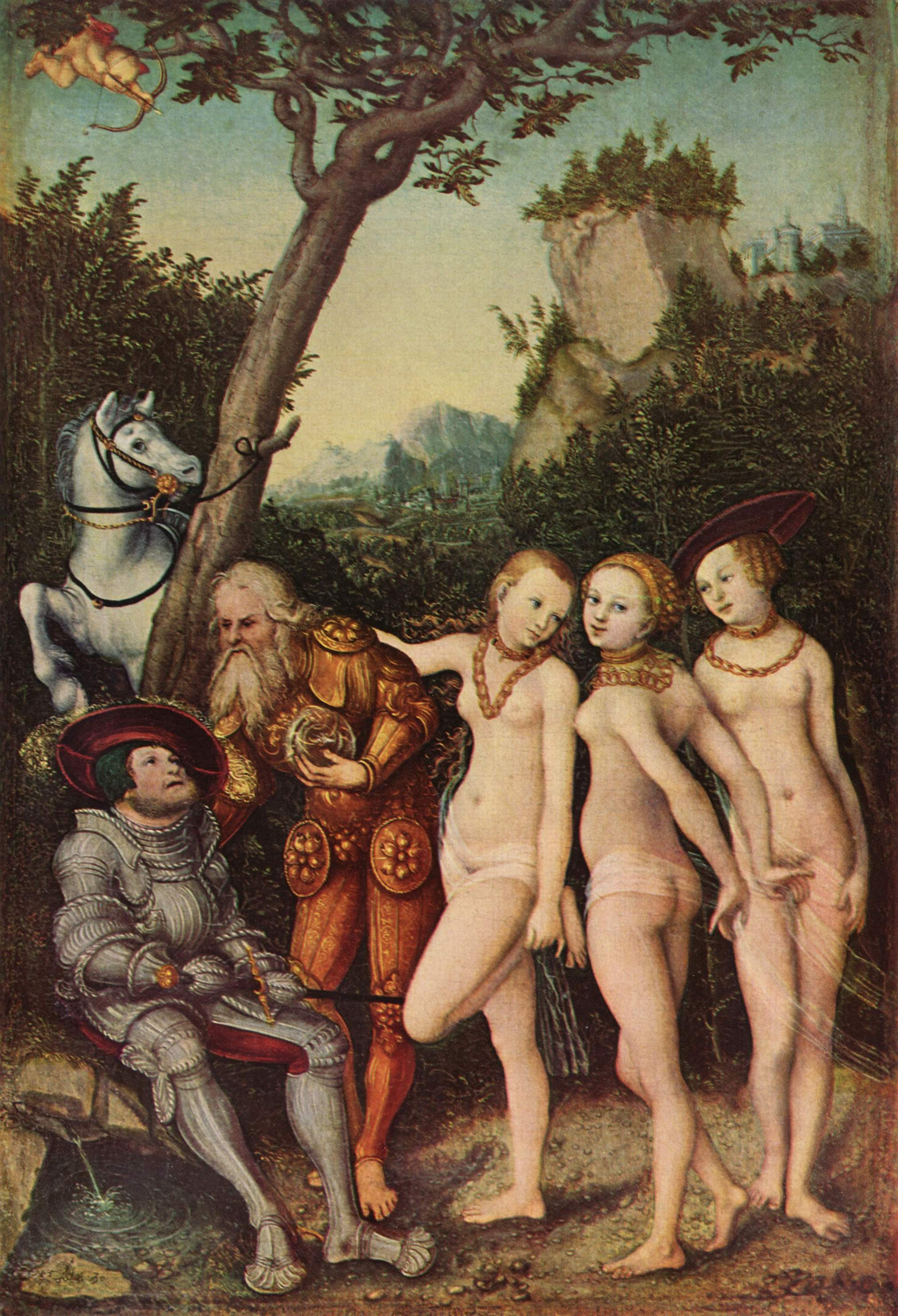
O Julgamento de Páris (1530), Lucas Cranach, Staatliche Kunsthalle de Karlsruhe

## Interpretação
Uma das questões mais intrigantes acerca desta obra, e das outras variantes sobre o mesmo tema, é o seu significado profundo no contexto do sua criação. O tema foi popular entre os humanistas alemães, e Matsche (1996) defende que o dilema de Páris corresponde à escolha difícil do tipo de vida que cada um deve prosseguir: uma vida contemplativa, representada por Minerva, uma vida activa, representada por Juno, ou uma vida voluptuosa, representada por Vénus. A vida contemplativa era a considerada em mais grau, e também a mais árdua. A escolha errada de Páris poderia ter servido de aviso ao espectador contra o poder de Vénus e dos prazeres sensuais.
Uma alternativa à interpretação humanista foi sugerida por Hinz (1994), que argumentou que, para a anterior interpretação ser válida, as deusas deveriam ser claramente identificáveis para associá-las aos modos de vida alternativos. Não o sendo, considerava a semelhança das deusas como uma tentativa de "provocar um jogo de ideias e significados", e talvez introduzir um elemento de ambiguidade, o que contrasta com o humanismo rigoroso que se encontra nas pinturas de artistas contemporâneos como Dürer e Burgkmair.
O tema também pode ser entendido num contexto social e não filosófico. El-Himoud-Sperlich (1977) interpretou estas pinturas de Cranach como decorações para quartos de cama, onde podem ter servido não como aviso para os homens, mas como confirmações para as mulheres de que os seus maridos renunciaram às vantagens que poderiam advir de terem casado com uma mulher mais inteligente, ou mais rica, em vez de terem escolhido o amor e a beleza.
Uma terceira interpretação, interessante, mas controversa, é a sugerida por Nickel (1981) como tendo um significado alquímico, em que as deusas representam as três etapas da chamada Grande Obra, ou seja, a conversão de metais básicos em ouro. A sua argumentação porém ainda não foi defendida ou refutada por outros estudiosos com base em discussões subsequentes sobre a alquimia.
Existem claramente vários significados possíveis para o tema. A sua popularidade, evidenciada pelo número significativo de versões sobreviventes, talvez comprove a variedade de interpretações no tempo do próprio Lucas Cranach.

## Ligação externa
- «Página oficial» (em inglês). do Metropolitan Museum of Art